# Baron Hill

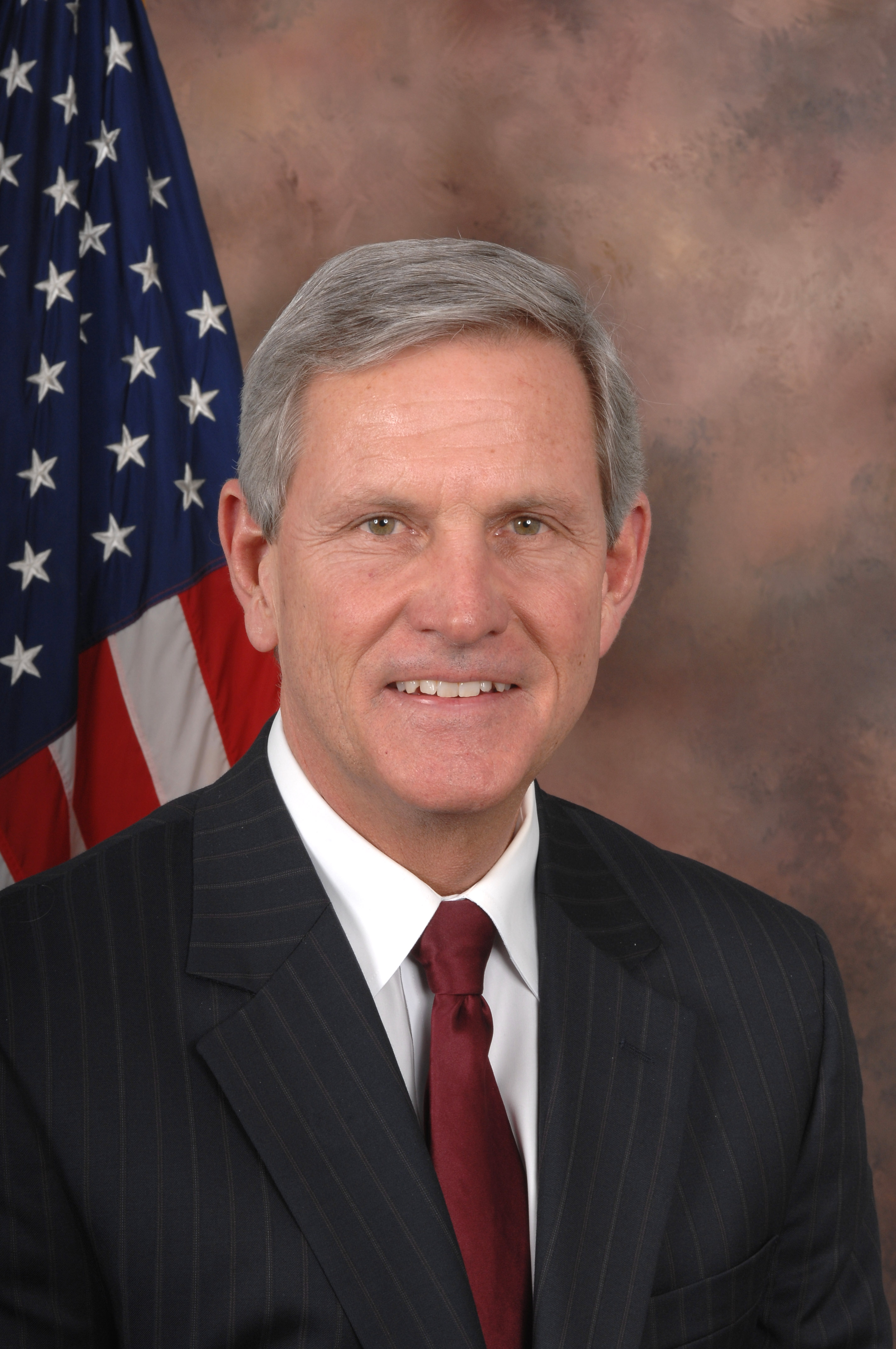
Baron Hill (2007)

Baron Paul Hill (* 23. Juni 1953 in Seymour, Jackson County, Indiana) ist ein amerikanischer Politiker der Demokratischen Partei. Von 1999 bis 2005 und von 2007 bis 2011 war er Mitglied des US-Repräsentantenhauses für den 9. Wahlbezirk des Bundesstaats Indiana. Er gewann die Vorwahl für den dortigen, bisher von Dan Coats gehaltenen US-Senatssitz bei der Wahl 2016, zog seine Kandidatur aber zugunsten von Evan Bayh im Juli 2016 zurück.

## Familie, Ausbildung und Beruf
Hill wuchs in der Kleinstadt Seymour im südlichen Indiana auf und besuchte bis 1971 die dortige High School, an der er zusammen mit John Mellencamp im Football-Team spielte und im Basketball-Team die bis heute höchste Trefferzahl hat. Er spielte in der ersten Mannschaft des All-State-Football- und Basketball-Teams und wurde 2000 in die Indiana Basketball Hall of Fame aufgenommen. Anschließend studierte er ausgestattet mit einem Sport-Stipendium an der Furman University in South Carolina und erwarb dort 1975 einen Bachelor of Arts in Geschichte. Sein Vater hatte in einer örtlichen Schuhfabrik gearbeitet und nach seiner Entlassung eine eigene Versicherungs- und Immobilienfirma gegründet, die er später gemeinsam mit seinem Sohn leitete. Hill blieb insgesamt 15 Jahre lang für diese Firma tätig.
Er lebt in Seymour und ist verheiratet mit einer Mathematiklehrerin. Sie haben drei Töchter.

## Politischer Aufstieg
Seine politische Laufbahn begann der Demokrat, als er 1982 ins Repräsentantenhaus von Indiana gewählt wurde, dem er bis 1990 angehörte. Seit den 1980er Jahren arbeitete Hill innerparteilich darauf hin, dass die Demokraten im bisher klar republikanisch dominierten Indiana konkurrenzfähig werden. 1990 kandidierte er erfolglos für den US-Senat in einer außerordentlichen Nachwahl gegen den Republikaner Dan Coats, der als vom Gouverneur Robert D. Orr ausgewählter Nachfolger des früheren Amtsinhabers Dan Quayle antrat; zuletzt hatte im Bundesstaat Birch Bayh als Demokrat 1974 eine US-Senatswahl gewonnen. Nachdem Hill mit bis zu 30 Prozent in den Umfragen zurückgelegen hatte, unterlag er relativ knapp mit etwa 46 zu 54 Prozent der Wählerstimmen. Im Wahlkampf war der Außenseiter Hill dafür bekannt geworden, dass er den Bundesstaat Indiana in 20-Meilen-Tageswanderungen durchquerte, um mit den Wählern ins Gespräch zu kommen und gegen die Geldfixierung etablierter Wahlkämpfe ein Zeichen zu setzen.
Der Gouverneur Indianas Evan Bayh ernannte Hill 1992 zum Geschäftsführer der Indiana State Student Assistance Commission, die sich um staatliche Hilfe bei der Studiumsfinanzierung kümmerte. Anschließend arbeitete er als Analyst für den Finanzdienstleister Merrill Lynch.

## Kongressabgeordneter
1998 wurde er erstmals als Abgeordneter in das US-Repräsentantenhaus gewählt und vertrat dort vom 3. Januar 1999 bis zum 3. Januar 2005 die Interessen des neunten Kongresswahlbezirks von Indiana. Bei der Kongresswahl 2004 unterlag er seinem republikanischen Herausforderer Mike Sodrel. Diesen konnte er bei der folgenden Kongresswahl 2006 mit 50 Prozent der Wählerstimmen wieder besiegen, so dass er ab dem 3. Januar 2007 wieder den 9. Distrikt Indianas im Kongress vertrat.
Im Repräsentantenhaus war er zuletzt Mitglied des Ausschusses für Energie und Handel. Er war stellvertretender Vorsitzender für politische Inhalte der Blue Dog Coalition, einem finanz- und gesellschaftspolitisch moderat konservativ eingestellten Bündnis innerhalb der Demokratischen Partei sowie Mitglied der Democrats for Life of America, einer Interessengruppe der Demokraten, die zur Lebensrechtsbewegung gehört und sich für ein Verbot von Schwangerschaftsabbrüchen einsetzt. Hill hatte seine Gegnerschaft zur Abtreibung kurz vor der Senatswahl 1990 widerrufen, sich später aber wieder gegen die weitgehende Freigabe der Entscheidung Schwangerer (Pro-Choice) gestellt. Hill setzte sich intensiv für die Förderung erneuerbarer Energien und eine aktive Klimapolitik ein. So unterstützte er 2009 den gescheiterten Clean Energy and Security Act, der eine der Europäischen Union vergleichbare Begrenzung des CO2-Ausstoßes ermöglicht hätte.
Er verlor seinen Sitz bei der Wahl 2011 an den Republikaner Todd Young. Im Wahlkampf hatten die Republikaner Hills Engagement für erneuerbare Energien, durch das unter anderem chinesische Hersteller in den Genuss amerikanischer Finanzhilfen kamen, dadurch angegriffen, dass sie in Werbespots die Frage stellten: „Tritt Hill für Indiana oder für China an?“

## Nach dem Ausscheiden aus dem Kongress
Nach dem Ende seines Mandats im Repräsentantenhaus am 3. Januar 2011 arbeitete Hill als Lobbyist für die Public-Relations- und Lobbyagentur APCO Worldwide, die hauptsächlich für die chinesische Firma COSCO tätig ist. Seitdem er 2014 APCO verlassen hat, arbeitet er als selbstständiger Lobbyist, vor allem für den in Indiana ansässigen Medizintechnikhersteller Cook Industries. Er erwog bei den Gouverneurswahlen 2012 und 2016 für die Demokraten anzutreten, entschied sich aber letztlich dagegen.

## Bewerbung für den US-Senat 2016
Am 14. Mai 2015 gab Hill bekannt, sich bei der Wahl im November 2016 für den Sitz des nicht mehr antretenden republikanischen Amtsinhabers Dan Coats im US-Senat zu bewerben. Als wichtigstes politisches Ziel nannte Hill bei der Ankündigung seiner Bewerbung, sich für höhere Löhne und Gehälter einzusetzen, die nach der Weltwirtschaftskrise ab 2007 deutlich gefallen waren. Gesellschaftspolitisch veränderte er seine Haltung zur gleichgeschlechtlichen Ehe. Nachdem er in einem Wahlwerbespot für seine Kongresskandidatur 2006 die Ehe zwischen Mann und Frau noch als „heilig“ („sacred“) bezeichnet hatte, präsentierte er sich nun als Vorkämpfer für die Anerkennung gleichgeschlechtlicher Partnerschaften. Nachdem in Indiana 2014 die gleichgeschlechtliche Ehe zugelassen worden war und Gouverneur Mike Pence wegen eines als diskriminierend empfundenen Gesetzes (Religious Freedom Restoration Act) eine politische Niederlage erlitten hatte, haben die Demokraten im strukturell konservativen Bundesstaat die bisherige Zurückhaltung in gesellschaftspolitischen Fragen aufgegeben, was Hill linkere Gegenkandidaten in der parteiinternen Vorwahl hätte bescheren können.
Seine Erfolgsaussichten sahen politische Beobachter als gering; Hill wären Chancen vor allem im Fall eines demokratischen Siegs bei der zeitgleichen Präsidentschaftswahl und im Fall einer langwierigen republikanischen Vorwahl mit vielen Kandidaten zugeschrieben worden, die zu persönlichen Beschädigungen und finanzieller Verausgabung hätte führen können.
Auf republikanischer Seite setzte sich der Kongressabgeordnete Todd Young in der parteiinternen Vorwahl gegen seinen Mandatskollegen Marlin Stutzman und den früheren Parteichef des Bundesstaats Eric Holcomb durch. Hill stützte sich auf eine starke demokratische Tradition im schwach entwickelten Südteil des Bundesstaates, wo die Partei lange als Anwältin der kleinen Leute gegolten hat; ob diese angestammte Position in einer Zeit des Verlustes regionaler Parteihochburgen und der Angleichung an nationale Trends anhält, bezweifeln politische Beobachter. Hill zog am 11. Juli 2016 seine Kandidatur zurück und begründete das damit, dass er alles dafür tun wolle, dass ein Demokrat den Sitz gewinne. Am selben Tag berichtete CNN, dass der frühere Mandatsinhaber, der zentristische und national bekannte Evan Bayh, als Kandidat der Demokraten antritt, dem deutlich bessere Chancen zugeschrieben werden als Hill.

## Belege
1. 1 2 3 4 5  Maureen Hayden: Former Congressman Hill Mulls Run for Governor. In: News and Tribune, 3. Dezember 2014.
2. 1 2 3 4  Michael Tackett: Indiana Hopeful Takes Race In Stride. In: The Chicago Tribune, 19. August 1990.
3. ↑  Baron Hill. In: Indiana Basketball Hall of Fame.
4. ↑  Recruiting Payoff by Coach Is Reported. In: The New York Times, 20. Februar 1982 (AP-Meldung).
5. 1 2  Baron Hill (D). In: 14News.com.
6. ↑  Dallas L. Dendy (Bearbeiter): Statistics of the Congressional Election of November 6, 1990. US Government Printing Office, Washington DC 1991, in: Clerk.House.gov (PDF), S. 12.
7. 1 2 3  Timothy P. Carney: Democratic Former Rep. Baron Hill Now Officially Working for China . (Memento des Originals vom 23. Juli 2015 im Internet Archive)  Info: Der Archivlink wurde automatisch eingesetzt und noch nicht geprüft. Bitte prüfe Original- und Archivlink gemäß Anleitung und entferne dann diesen Hinweis. In: San Francisco Examiner, 16. Juni 2011.
8. ↑  Byron Tau: Baron Hill strikes out on his own — JGE Consulting inks BMW. In: Politico.com, 16. Oktober 2014.
9. ↑  Ex-Congressman Baron Hill to Join Indiana US Senate Race. In: The New York Times, 15. Mai 2015 (AP-Meldung).
10. 1 2  Karyn Bruggeman: Indiana Democrats Are Worried Their Candidates Aren’t Pro-Gay Marriage Enough. In: National Journal, 4. Juni 2015.
11. ↑  Amanda Terkel: Conservative Democrat Baron Hill Rebrands Himself As Pro-Marriage Equality In Indiana Senate Race. In: Huffington Post, 19. Juni 2015.
12. ↑  Larry J. Sabato, Kyle Kondik, : A Small Senate Battlefield. In: Sabato’s Crystal Ball, University of Virginia Center for Politics, 23. Juli 2015.
13. ↑  Southern Indiana Development Commission. 2013 Comprehensive Economic Development Strategy Update. In: SIDC.cc, Februar 2013 (PDF) (Memento des Originals vom 4. März 2016 im Internet Archive)  Info: Der Archivlink wurde automatisch eingesetzt und noch nicht geprüft. Bitte prüfe Original- und Archivlink gemäß Anleitung und entferne dann diesen Hinweis..
14. ↑  HPI Analysis: A Southern Indiana Realignment. (Memento des Originals vom 24. Oktober 2018 im Internet Archive)  Info: Der Archivlink wurde automatisch eingesetzt und noch nicht geprüft. Bitte prüfe Original- und Archivlink gemäß Anleitung und entferne dann diesen Hinweis. In: Howey Politics Indiana, 22. Dezember 2010.
15. ↑  Tom LoBlanco: First on CNN: Evan Bayh mounting Senate return. In: CNN, 12. Juli 2016 (englisch).

| Personendaten    | Personendaten                         |
| ---------------- | ------------------------------------- |
| NAME             | Hill, Baron                           |
| ALTERNATIVNAMEN  | Hill, Baron Paul (vollständiger Name) |
| KURZBESCHREIBUNG | US-amerikanischer Politiker           |
| GEBURTSDATUM     | 23. Juni 1953                         |
| GEBURTSORT       | Seymour, Indiana                      |